# Adansi South
Adansi South är ett distrikt i Ghana.   Det ligger i regionen Ashantiregionen, i den södra delen av landet, 140 km väster om huvudstaden Accra. Antalet invånare är 129 325. Arean är 1 380 kvadratkilometer.
Terrängen i Adansi South är platt åt sydost, men åt nordväst är den kuperad.